# 大蔵省大臣官房調査部
大蔵省大臣官房調査部（おおくらしょうだいじんかんぼうちょうさぶ）は大蔵省の大臣官房に置かれていた部署である。

## 概要
起源は1936年5月4日に金融政策を全般的に企画するため、設置された理財局金融課である。金融課は資金統制の強化につれ､「優に一局をなす」規模にまで達していった。1940年12月18日に企画課と改称。1941年11月27日に大臣官房にも企画課を設置。財政金融に関する企画などを所管した。1942年11月1日、大臣官房企画課が総務局へ移管し、理財局企画課を理財局金融課へ再び改称。1944年11月には理財局証券課となる。戦後になると、総務局は解体され、文書事務は大臣官房文書課、統計調査事務は理財局調査課、資金計画事務は理財局国庫課（後には経済安定本部財政金融局）へと分掌されるようになった。それらのうち、文書事務と統計・調査事務を再び統合して、1949年6月1日に大臣官房調査部が設置されるに至った。

## 調査部長
| 氏名       | 就任年月日     | 備考               |
| ---------- | -------------- | ------------------ |
| 石田正     | 1949年6月1日   |                    |
| 長郷堅太郎 | 1949年12月1日  | 心得               |
| 酒井俊彦   | 1949年12月22日 | 調査部次長事務取扱 |
| 前野直定   | 1950年7月14日  |                    |
| 石野信一   | 1951年5月1日   |                    |

## 調査部次長
| 氏名       | 就任年月日     | 備考         |
| ---------- | -------------- | ------------ |
| 長郷堅太郎 | 1949年6月1日   | 調査部長心得 |
| 酒井俊彦   | 1949年12月22日 | 事務取扱     |
| 谷村裕     | 1950年2月9日   |              |